# Enrica Rinaldi
Enrica Rinaldi (11 de agosto de 1998) es una deportista italiana que compite en lucha libre. Ganó dos medallas de bronce en el Campeonato Europeo de Lucha, en los años 2022 y 2024, ambas en la categoría de 76 kg.

## Palmarés internacional
| Campeonato Europeo | Campeonato Europeo | Campeonato Europeo | Campeonato Europeo |
| Año                | Lugar              | Medalla            | Categoría          |
| ------------------ | ------------------ | ------------------ | ------------------ |
| 2022               | Budapest (Hungría) | Medalla de bronce  | 76 kg              |
| 2024               | Bucarest (Rumania) | Medalla de bronce  | 76 kg              |